# Sebasmia speculifera
Sebasmia speculifera är en skalbaggsart som beskrevs av Holzschuh 2005. Sebasmia speculifera ingår i släktet Sebasmia och familjen långhorningar. Inga underarter finns listade i Catalogue of Life.